# Kaffeelot

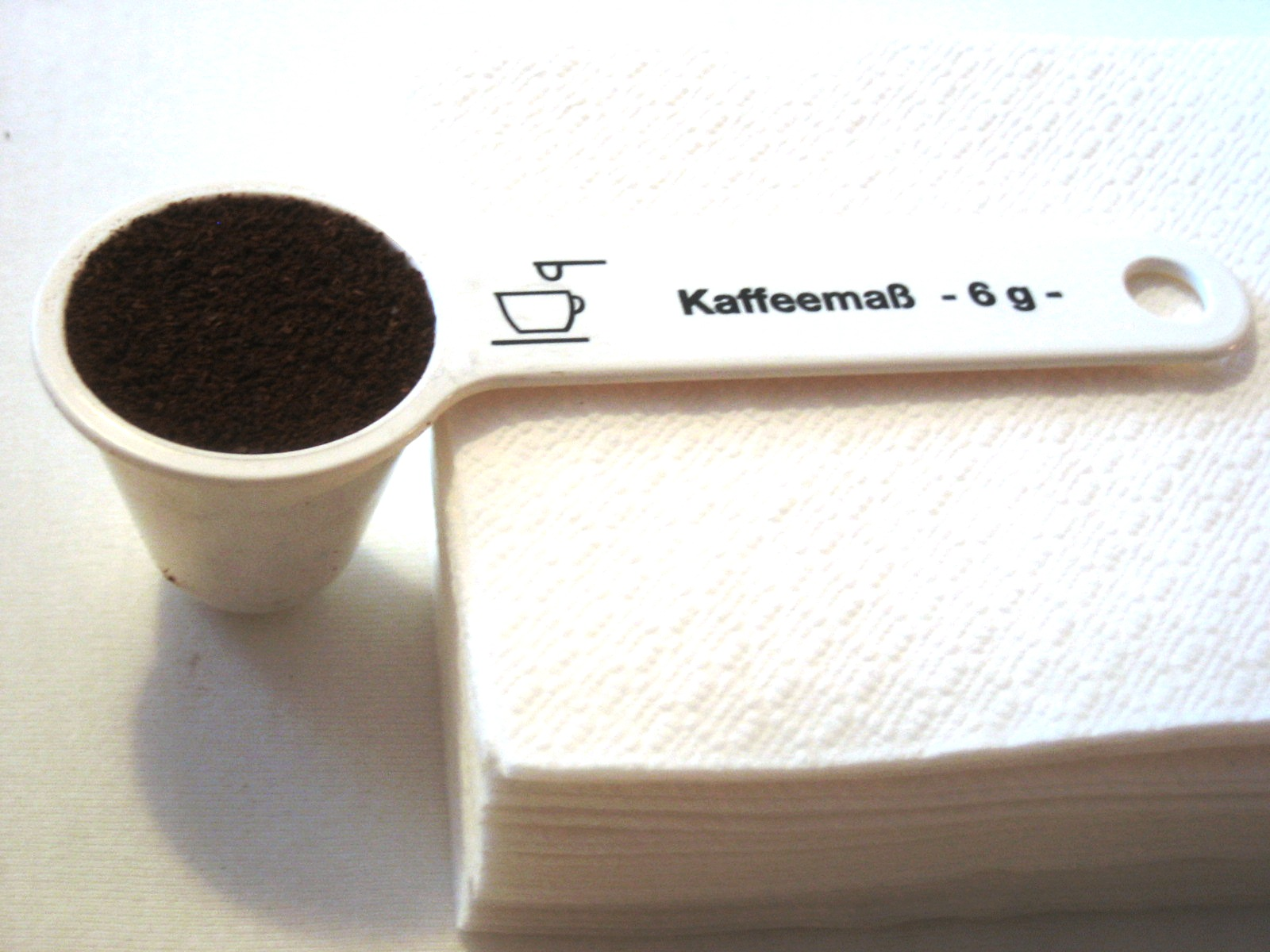
Ein Kaffeelot aus Kunststoff

Ein Kaffeelot ist ein Schöpfmaß, also ein Gefäß, mit dem man ein definiertes Volumen abmessen kann.

## Menge
Um Kaffeepulver für eine Tasse Kaffee abzumessen, hat es ein Volumen von ca. 15 Milliliter (Kubikzentimeter). Die so gemessene Menge an gemahlenen, gerösteten Kaffeebohnen ist allerdings nicht exakt, denn die Dichte des Pulvers hängt unter anderem vom Mahlgrad ab und davon, wie fest das Pulver in das Kaffeelot gepresst wird. Erwünscht sind ungefähr 6 bis 8 Gramm Kaffeepulver pro Tasse (125 Milliliter) Kaffee. Die gleiche Menge ergibt ungefähr ein gehäufter Esslöffel.

## Material
Kaffeelote sind normalerweise als Portionslöffel aus Kunststoff, Edelstahl oder auch Aluminium ausgelegt. Oft sind sie aus Thermoplast spritzgegossen, mitunter transparent, oder aus Stahl- oder Aluminiumblech formgepresst. Üblich sind Ausformungen als Kegelstumpf oder Kegel mit kugeligem Abschluss, um vollständiges Befüllen und Entleeren zu erleichtern.

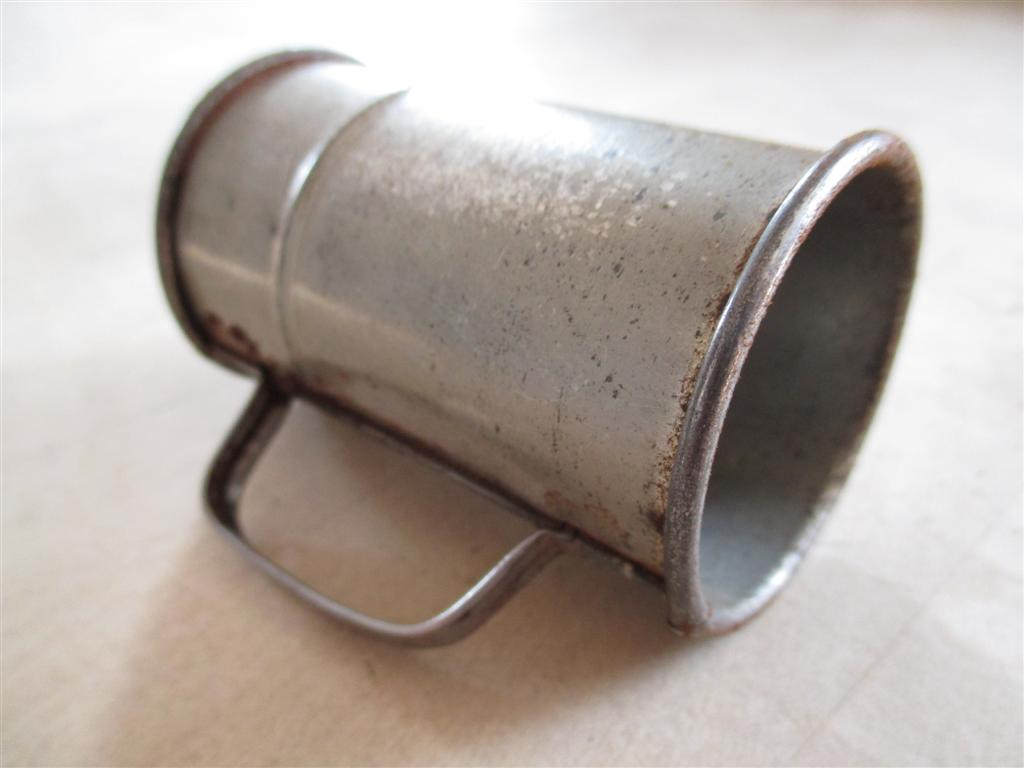
Beidseitig nutzbares Kaffeelot

Neben diesen modernen Ausführungen gibt es auch ältere Metallbehälter, die kleinen Humpen ähneln. Diese älteren Kaffeelote können oft beidseitig eingesetzt werden, indem eine Seite gewöhnlich ein, die andere zwei Lot Kaffeepulver fasst.
Das Kaffeepulver wird mit dem Lot aus einer Dose, einem Beutel oder Sack geschöpft und je nach Zubereitungsart in einen Kaffeefilter, Siebträger oder direkt in ein zum Brühen geeignetes Gefäß gegeben.